# Saint-Vallier-de-Thiey
Saint-Vallier-de-Thiey (Occitaans: Sant Valier of Sant Valier de Tièir; Italiaans (verouderd): San Valerio) is een gemeente in het Franse departement Alpes-Maritimes (regio Provence-Alpes-Côte d'Azur). De plaats maakt deel uit van het arrondissement Grasse. Saint-Vallier-de-Thiey telde op 1 januari 2022 3.662 inwoners.

## Geografie
De oppervlakte van Saint-Vallier-de-Thiey bedraagt 50,68 km², de bevolkingsdichtheid is 72 inwoners per km² (per 1 januari 2019).
De onderstaande kaart toont de ligging van Saint-Vallier-de-Thiey met de belangrijkste infrastructuur en aangrenzende gemeenten.

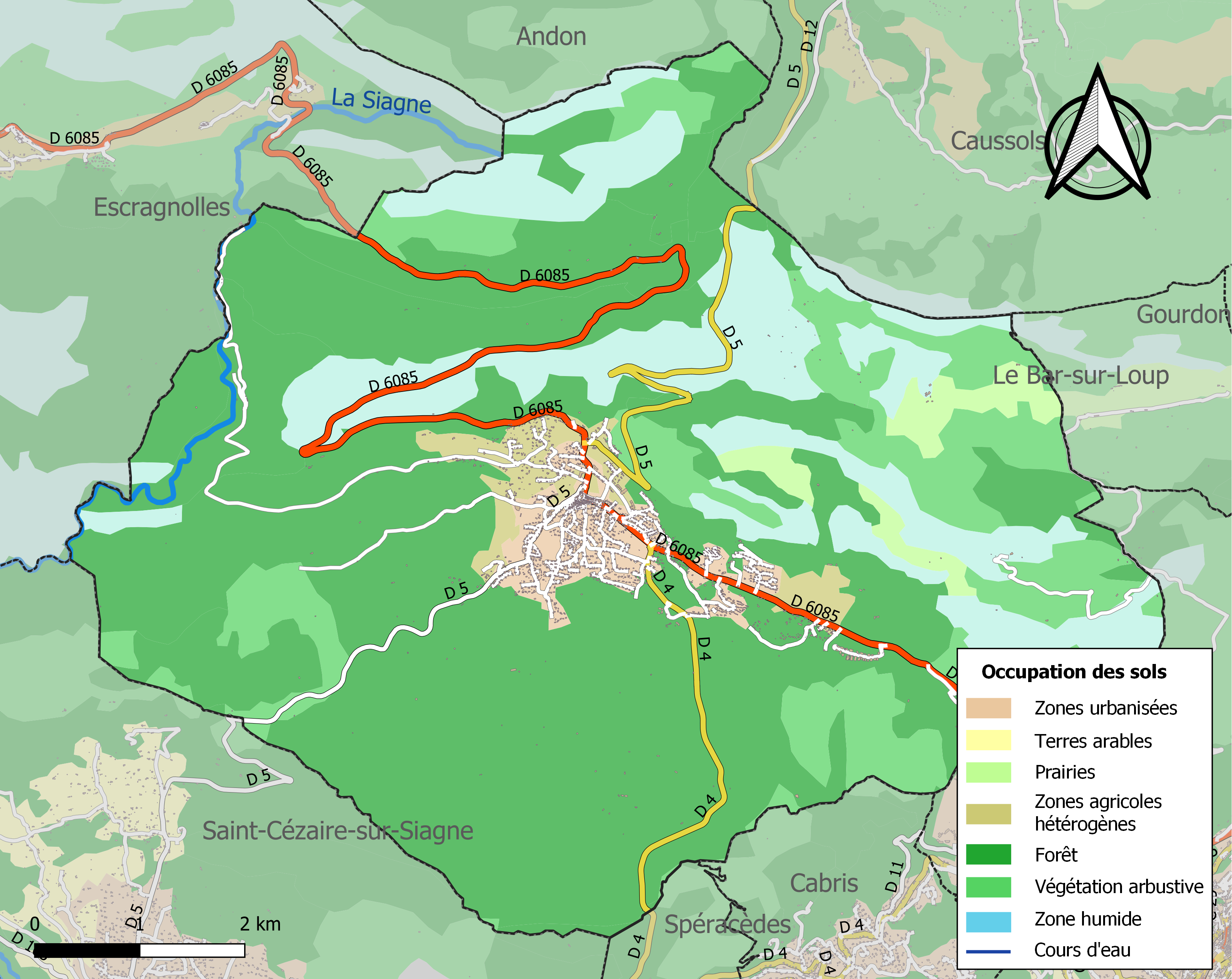

## Demografie
Onderstaande figuur toont het verloop van het inwonertal (bron: INSEE-tellingen).
Vanwege een beveiligingsprobleem met de MediaWiki Graph-software is het momenteel niet mogelijk deze grafiek weer te geven. Zodra de software is bijgewerkt zal de grafiek vanzelf weer zichtbaar worden.